# 西南野木瓜
西南野木瓜（学名：Stauntonia cavalerieana）为木通科野木瓜属的植物，是中国的特有植物。分布在中国大陆的广西、贵州等地，生长于海拔500米至1,500米的地区，一般生长在山地山谷溪旁林中，目前尚未由人工引种栽培。

## 别名
八叶瓜（贵州）